# 蒙梅迪
蒙梅迪（法語：Montmédy，法語發音：[mɔ̃medi]），法国东北部城市，大东部大区默兹省的一个市镇，隶属于凡尔登区，其市镇面积为23.5平方公里，2022年1月1日时人口数量为2,018人，在法国城市中排名第5,058位。
蒙梅迪位于默兹省北部，是一个区域性的中心城市，连接里尔和梅斯的铁路线由此通过。蒙梅迪中世纪时为希尼伯国的首府，近代为重要的边防城市，因当地的防御城堡而闻名。

## 地名来源

16世纪末的蒙梅迪防御工事城堡

“蒙梅迪”一名来源于其拉丁语名称“马迪亚库姆”（Madiacum），最初于公元634年被奥斯特拉西亚宫相阿达尔吉塞尔记载于其遗属中，其含义尚有待考证。

## 历史
蒙梅迪出现于中世纪初期，彼时为奥斯特拉西亚的一处封建领主土地。13世纪时曾为希尼伯国的首府，属于神圣罗马帝国，中世纪末期先后被卢森堡和勃艮第公爵侵占，法西战争后根据《比利牛斯条约》划入法兰西。在路易十四及儒勒·马扎然的带领下，当地建成了防御城堡，后改建为监狱。法国大革命后，蒙梅迪成为默兹省的一个市镇，并在1800至1926年间成为该省的一个副省会。工业革命期间，连接里尔和梅斯的铁路建成并由此通过。普法战争期间，普鲁士军队在此发起蒙梅迪围城战。第二次世界大战期间，法国轻骑兵第二纵队驻扎于此。

## 地理

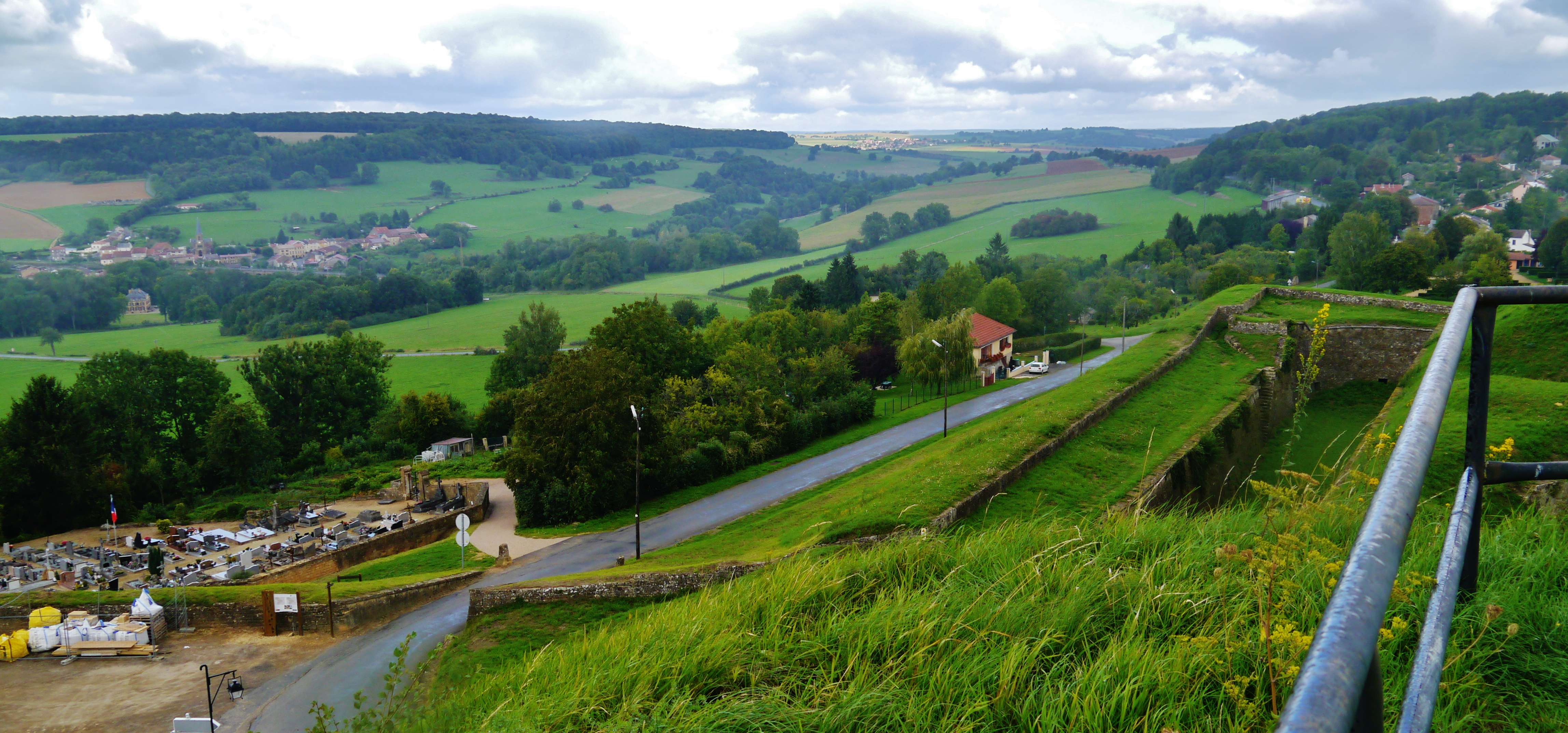
蒙梅迪附近的山地

蒙梅迪位于法国东北部，大东部大区西北部和默兹省北部，距离省会巴勒迪克大约99公里。与蒙梅迪接壤的市镇包括：阿维奥特、奥坦河畔巴泽耶、昂莱瑞维尼、伊雷勒塞克、卢瓦松河畔瑞维尼、托讷拉隆、托讷莱普雷、托内勒、大韦尔讷伊、小韦尔讷伊、维尼厄勒苏蒙梅迪、维莱克卢瓦。

### 地形
蒙梅迪位于阿登高原东南部，蒙梅迪城堡位于市区西南部的一处高地上，其余区域地势较为平坦，全境海拔在177到336米之间。

### 水文
希耶河自东向西蜿蜒流经市区南部，该河是默兹河的右岸支流。另有奥坦河和托讷河两条支流在蒙梅迪与谢尔河交汇。

### 植被
蒙梅迪属于温带落叶林区，城堡四周以及市镇范围南部有大片林地分布。

### 气候
蒙梅迪在柯本气候分类法中属于温带海洋性气候，偶尔受大陆气流影响。

## 行政区划
蒙梅迪是法国大东部大区默兹省的一个市镇，编号为55351。蒙梅迪隶属于凡尔登区，管理蒙梅迪县，同时也是蒙梅迪地区市镇公共社区的办公驻地。
法国国家统计与经济研究所（简称）在进行数据统计时，未将蒙梅迪划入任何城市核心区及城市区内，并将蒙梅迪市镇整体看作一个“块区”（IRIS）。

## 交通

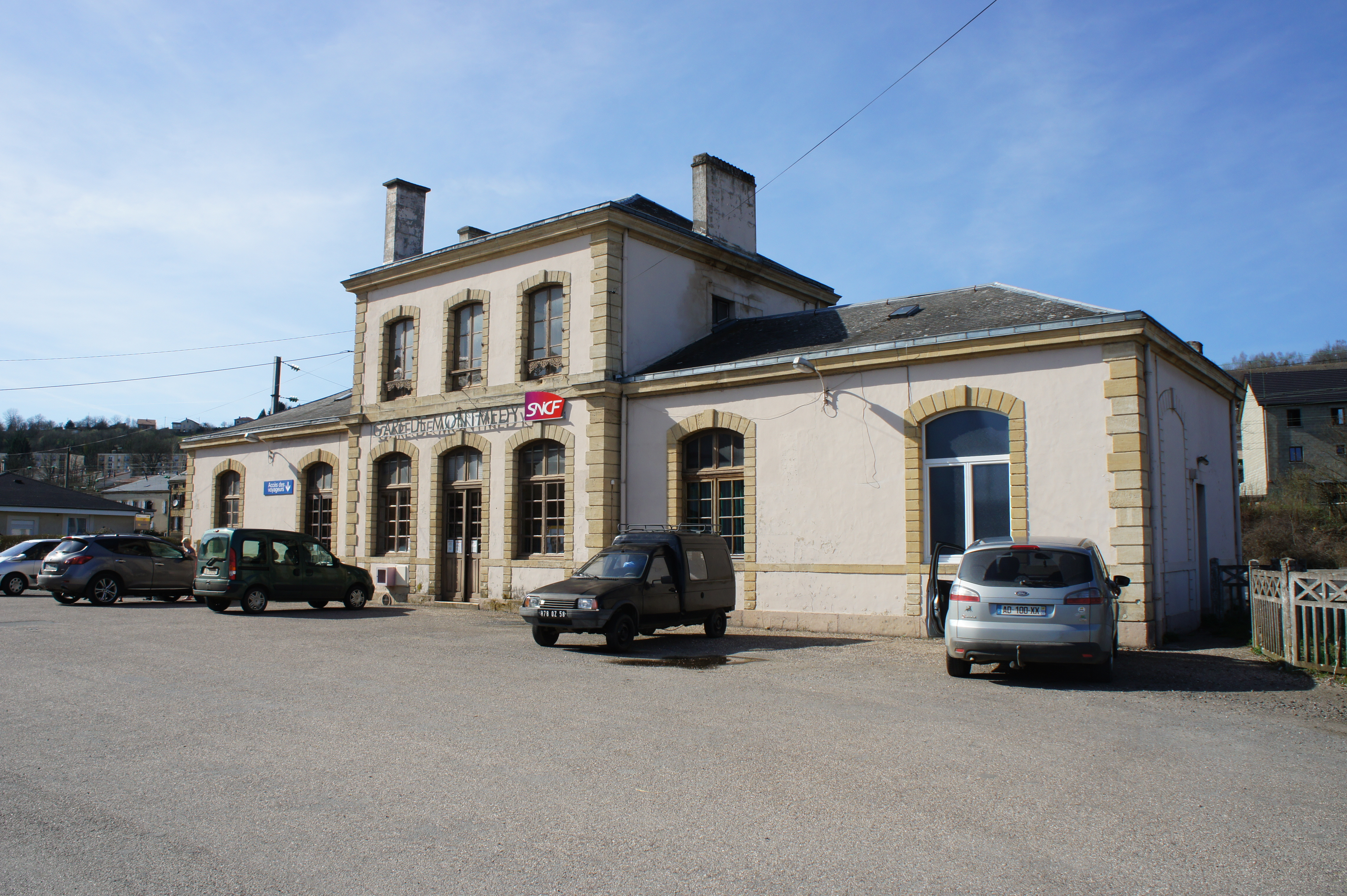
蒙梅迪火车站

### 公路
默兹省省道D110线、D110D线、D118线、D643线、D947线和D981线在蒙梅迪交汇。大东部大区下属的城际客运提供巴士线路，可前往隆吉永和凡尔登。
2017年，66.9%的蒙梅迪家庭拥有至少一辆的私人汽车。2018年，蒙梅迪境内共发生各类交通事故2起，造成2人受伤。

### 铁路
蒙梅迪位于莫翁－蒂永维尔铁路上。蒙梅迪站位于市区北部，是一个无人看守的铁路乘降所，原有的站房已另作他用，现每天停靠往返于沙勒维尔-梅济耶尔和隆维一线的区域列车，并可接驳前往兰斯、卢森堡等地的列车。

### 航空
距离蒙梅迪最近的民用航空站为卢森堡机场，距离蒙梅迪市中心的公路里程约81公里。

### 城市公共交通
蒙梅迪暂无城市公共交通系统。

## 政治

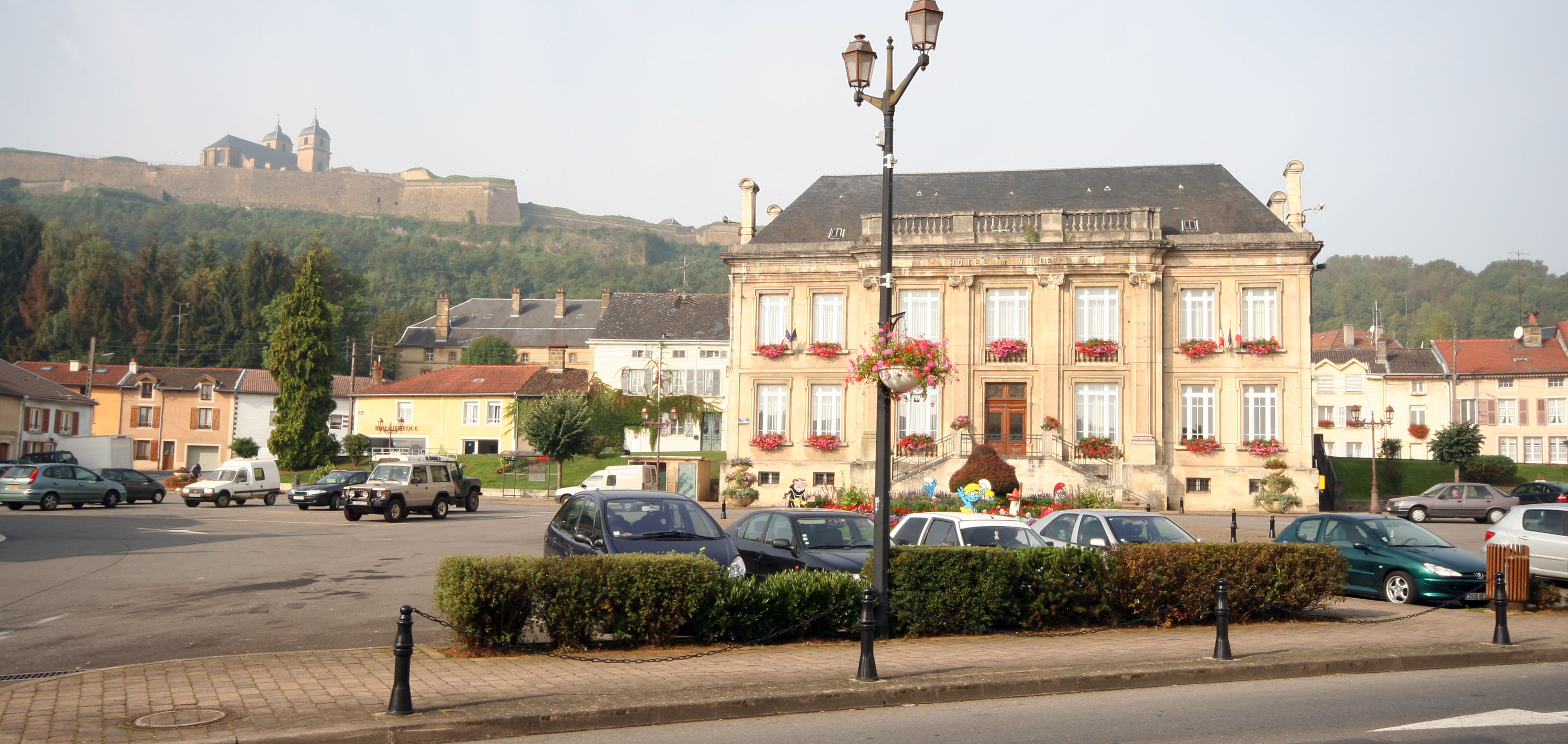
蒙梅迪市政厅

蒙梅迪的现任市长为菲利普·莱奥纳尔先生（Philippe Léonard），在2020年的市政选举中组成“另一个蒙梅迪”团体（Montmédy Autrement），最终获得了57.89%的支持率。
在2017年的法国总统大选中，法国第25任总统埃马纽埃尔·马克龙在蒙梅迪获得了67.59%的支持率。

## 人口
2017年，蒙梅迪市镇人口数量为2,136，在法国排名第5,058位。其中男性1,164人，女性972人，75岁及以上人口占8.5%，外籍人口数量为595人，人口密度为91人/平方公里，当地居民被称为（男性）或（女性）。2018年，蒙梅迪境内出生16人，死亡人口19人。
| 年份   | 1936  | 1946  | 1954  | 1962  | 1968  | 1975  | 1982  | 1990  | 1999  | 2004  | 2009  | 2014  | 2017  |
| ------ | ----- | ----- | ----- | ----- | ----- | ----- | ----- | ----- | ----- | ----- | ----- | ----- | ----- |
| 人口數 | 2,491 | 1,643 | 2,770 | 2,455 | 2,196 | 2,250 | 2,024 | 1,943 | 2,260 | 2,197 | 2,321 | 2,199 | 2,136 |

## 经济
蒙梅迪是一个区域性的中心城市，当地共有各类用人单位227家，其中99.24%为中小型企业（PME），平均历史为20年，行政、医疗及社会服务是当地的主要就业岗位类型。

## 财政收入
2018年，蒙梅迪的财政收入总额为1,652,760欧元，财政支出总额为1,317,890欧元，当年的债务总额为961,180欧元。
2015年，蒙梅迪的人均月收入总额为2,005欧元，其中高职人员为4,070欧元，中级职员为2,369欧元，普通职员为1,645欧元。
2017年，蒙梅迪境内的青壮年（15至64岁）失业率为12.2%，当地32.5%的家庭拥有纳税资格。

## 社会事务

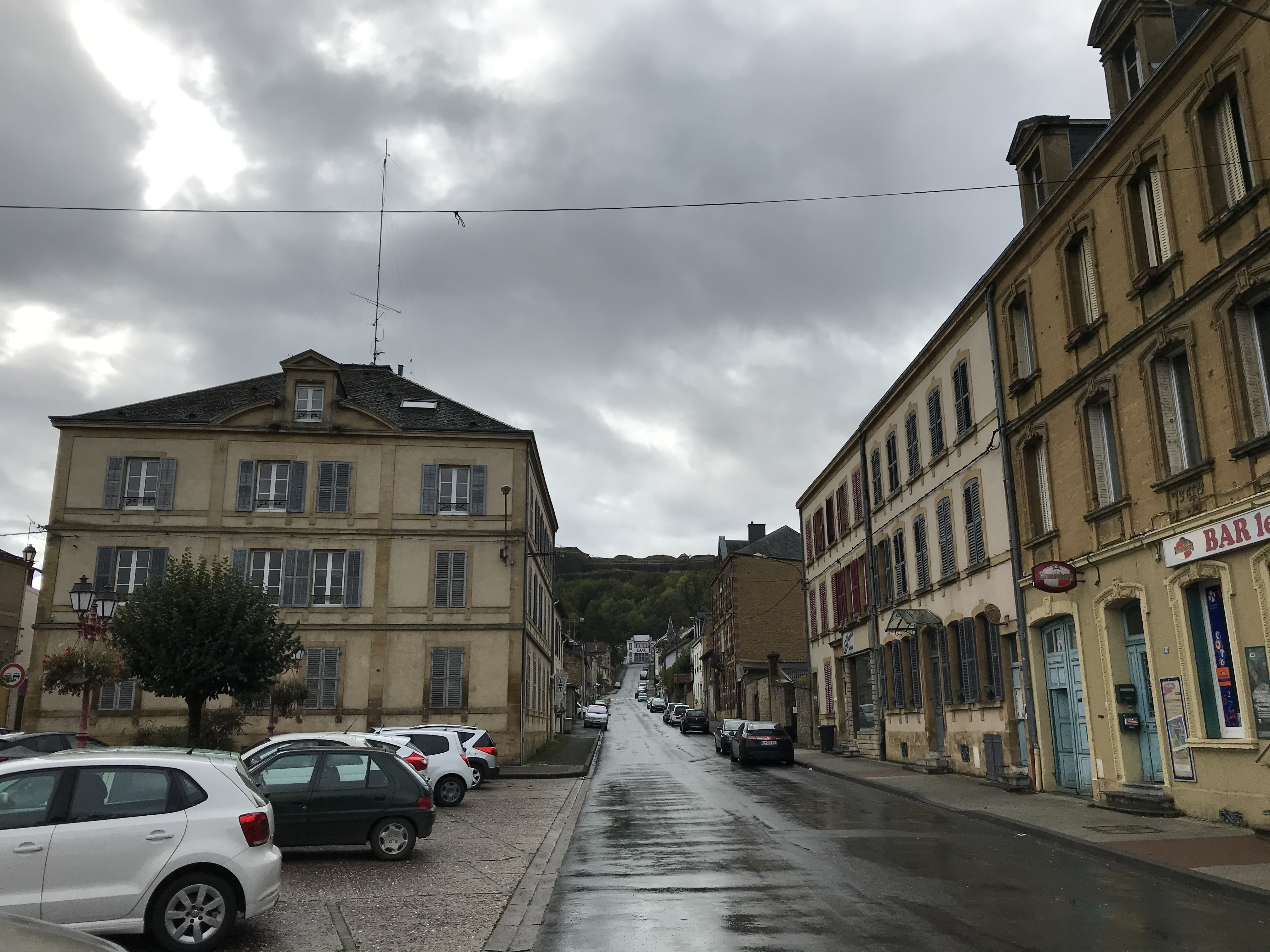
第二装甲师街

### 教育
蒙梅迪属于斯特奈属于南锡-梅斯学区。截止2019年1月1日，蒙梅迪境内共有1所幼儿园、1所小学和1所初级中学。 2018至2019学年度，蒙梅迪境内共有在校中等教育阶段学生269名。

### 医疗
截止2019年1月1日，蒙梅迪境内共有全科医生4名、保健师3名、牙医1名和护士8名。境内共有药房2家、养老院1家、残疾人帮扶中心1家。
蒙梅迪是凡尔登中心医院（Centre Hospitalier de Verdun）的服务范围，后者是法国的一个区域性医疗机构，其主病区位于凡尔登市区，距离蒙梅迪市中心大约49公里。

### 住房
2017年，蒙梅迪境内共有各类住房1,147套，其中61.2%为独立式居民区，38.5%为集中式居民区。常住房屋占蒙梅迪市镇范围内居民建筑总量的90.1%。

### 商业
2018年，蒙梅迪境内共有各类实体商铺41家，其中餐厅6家、大型超市2家、面包房3家、书店1家、装饰品店1家、银行门店2家、美容美发店4家、汽车维修店3家。市区东南部建有大型开放式商业街区。

### 体育
2019年，蒙梅迪境内共有2间体育馆、1座综合体育场、3处网球场、2处足球或橄榄球场以及1处篮球或排球场。
奥特-蒙梅迪足球俱乐部（FC Othe Montmédy）是当地的一支足球队，2020至2021赛季参加默尔特-摩泽尔省级足球联赛（注：球队注册地奥特属于默尔特-摩泽尔省）。

### 环境
蒙梅迪的环境事务由其所属的公共社区负责。2018年，蒙梅迪境内共有1家污染企业。

### 治安
2018年，蒙梅迪市镇范围内有1处宪兵队。
2014年，蒙梅迪及附近地区共发生各类案件1,929起，其中盗窃类案件991起，经济类案件161起，毒品交易类案件108起。

## 文化
2019年，蒙梅迪境内共有1家电影院和1家博物馆。蒙梅迪市政府提供多媒体中心，向公众全年开放。

### 建筑
蒙梅迪境内有多处法国国家文物保护单位，其中蒙梅迪城堡是整个蒙梅迪附近区域的代表性建筑物。

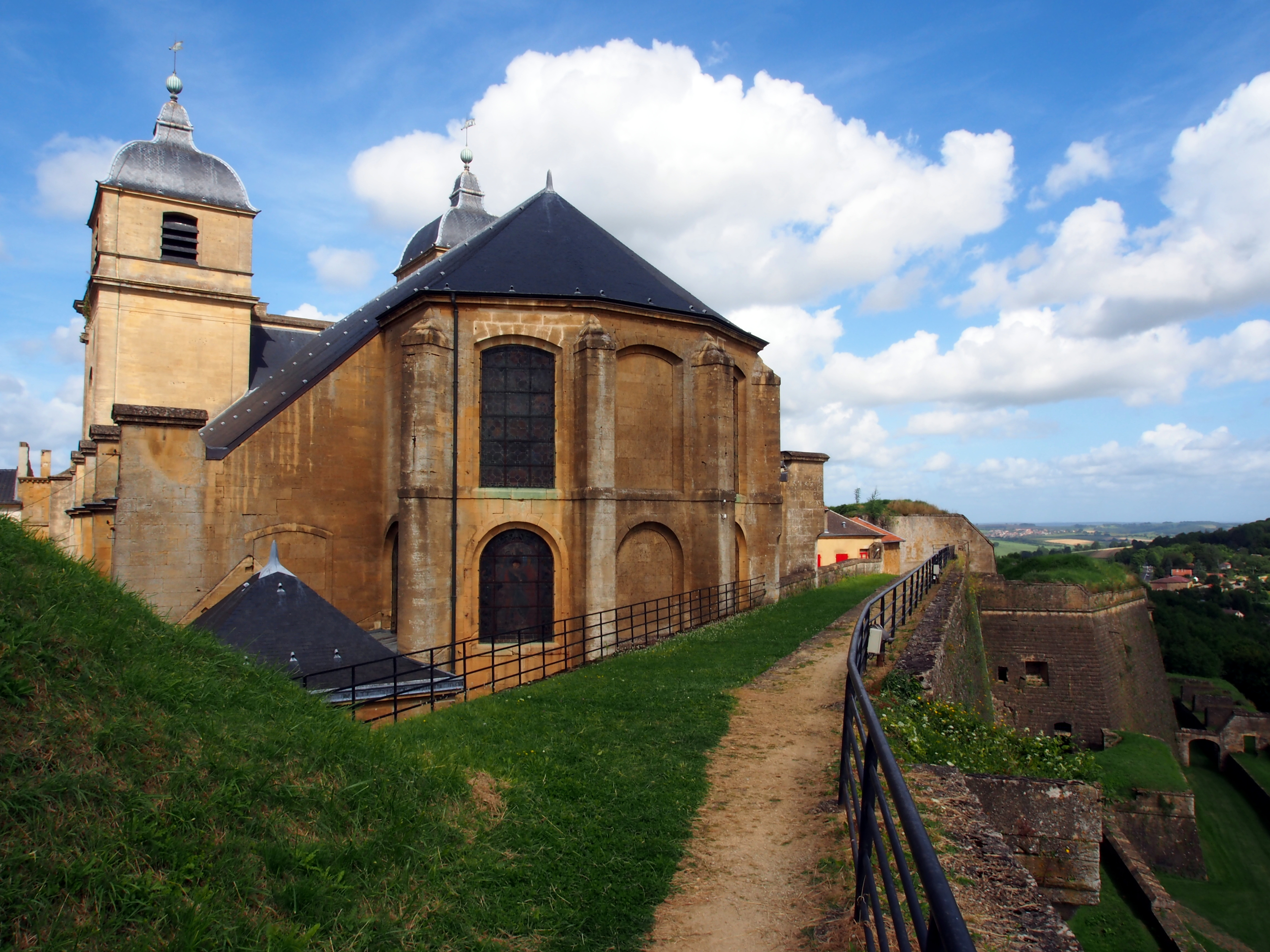
蒙梅迪城堡（法语：Citadelle de Montmédy）
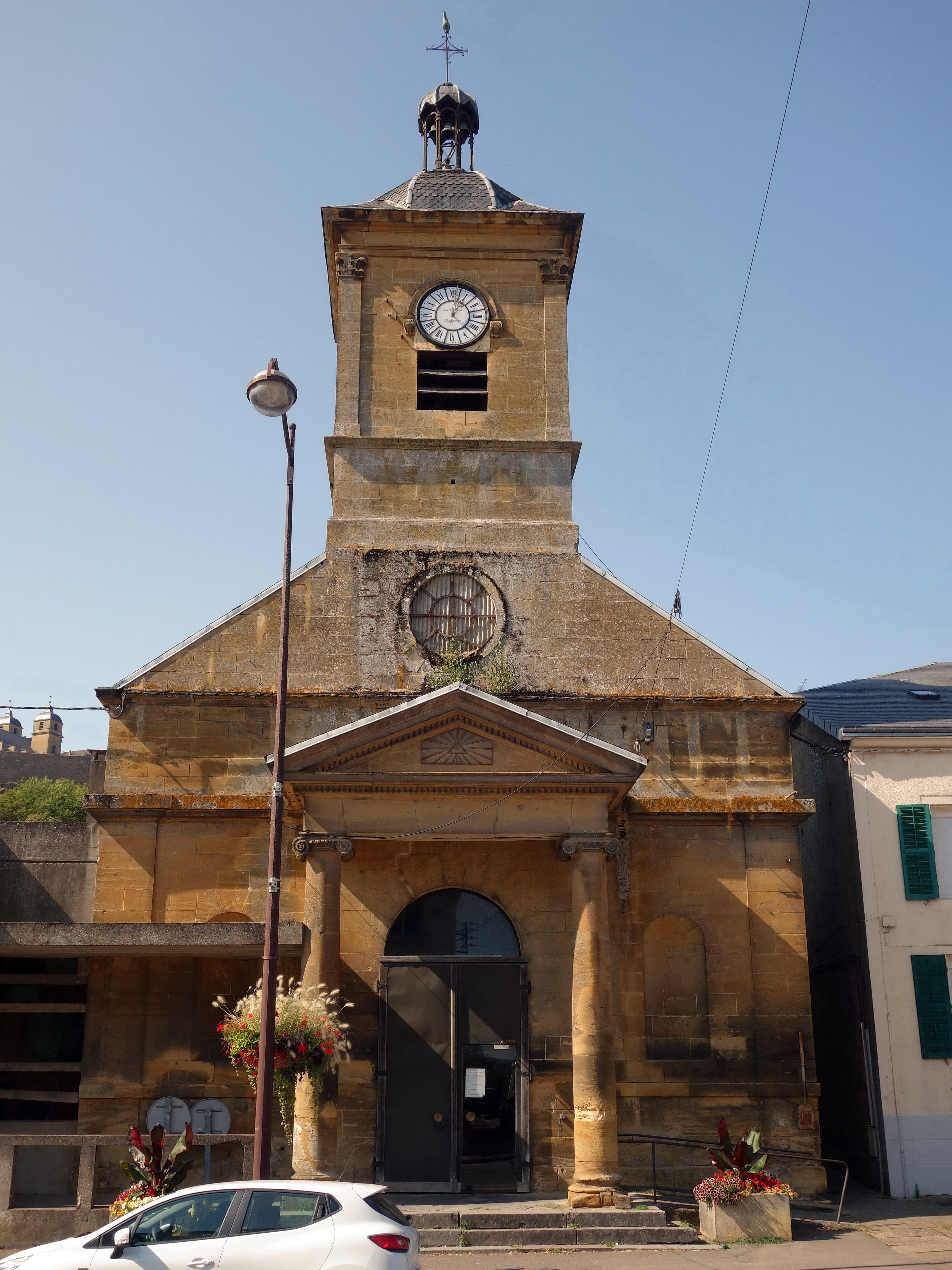
圣贝尔纳教堂
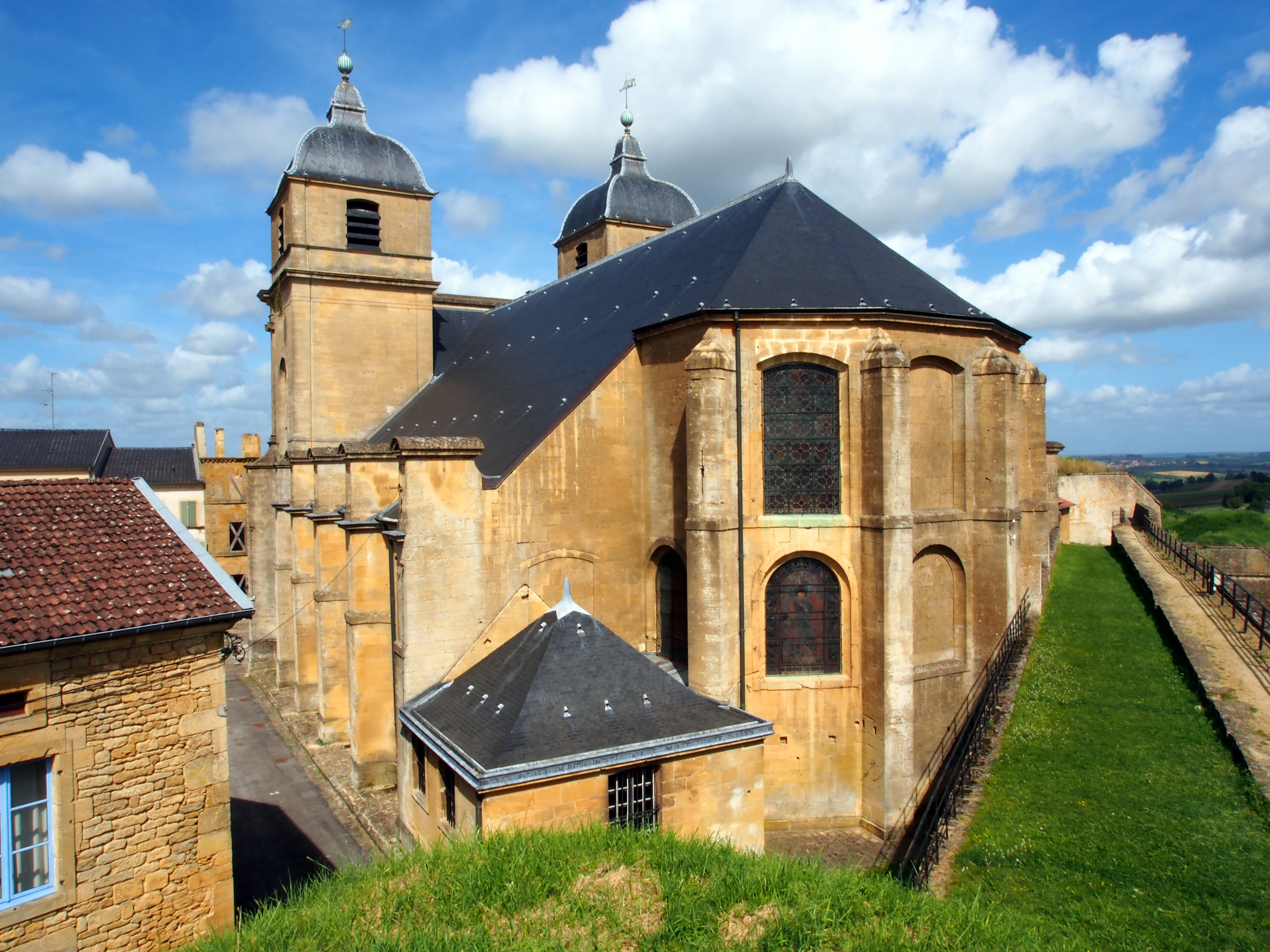
蒙梅迪圣马丁教堂（法语：Église Saint-Martin de Montmédy）
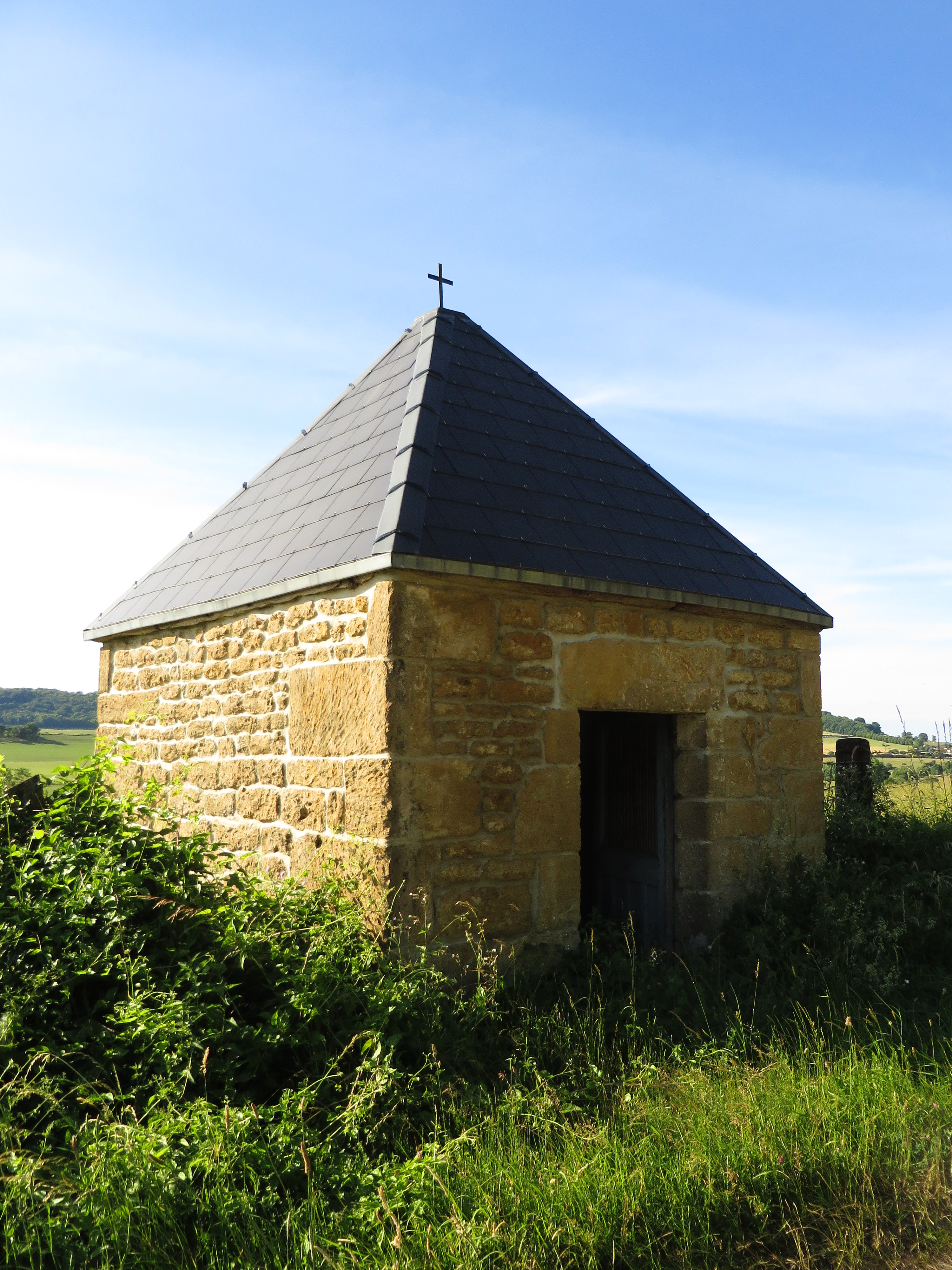
十字小教堂
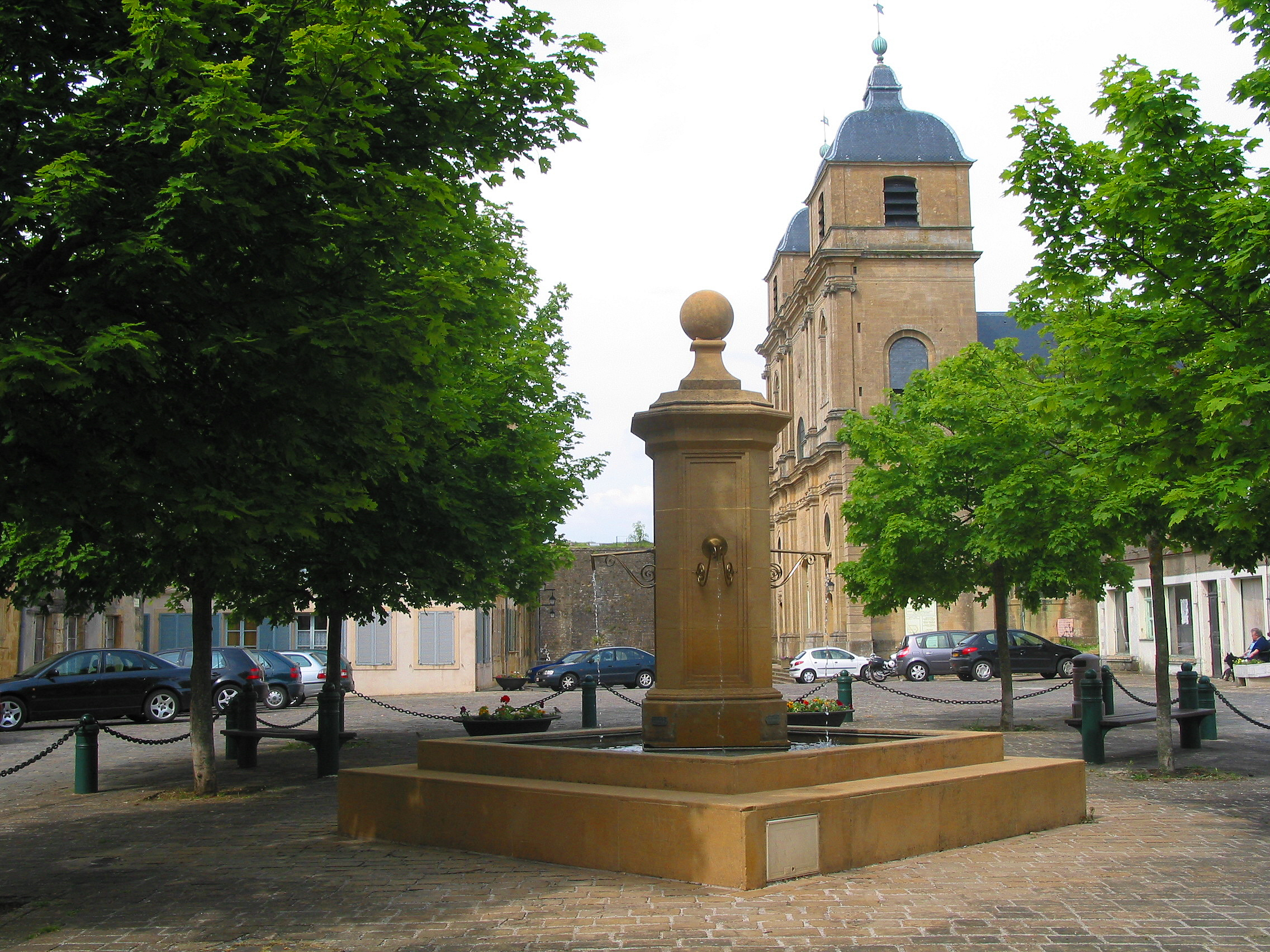
市府广场喷泉

### 旅游
蒙梅迪的旅游事务由其所属的公共社区负责。2020年，蒙梅迪境内共有1个露营地，可容纳共32辆露营车。

### 媒体
法国主要的媒体均可在蒙梅迪接收，法国电视三台下属的大东部大区频道在部分时段播出蒙梅迪所属区域的地方新闻。

## 相关人物
法国历史学家让·拉内尔出生于蒙梅迪。

## 友好城市
截至2020年12月，蒙梅迪暂未建立任何友好城市关系。